# Калифорния (Нижегородская область)
Калифо́рния — упразднённая в 2008 году деревня Сеченовского района Нижегородской области России. Входила на год упразднения в состав Липовского сельсовета.

## Топоним
Согласно одной из версий о происхождении названия, местный помещик, побывавший в Америке, переименовал принадлежащую ему деревню Калифоровка в Калифорнию во второй половине XIX века.
Название деревни Калифорния связано с Калифорнийской золотой лихорадкой — неорганизованной массовой добычей золота в Калифорнии в 1848—1855 годах, которая оживлённо обсуждалась в помещичьих кругах России того времени.

Название Калифорния не прижилось среди жителей деревни и окрестных сёл: деревню называли и до сих пор называют Калифоровка.

## География
Располагалась на правобережье реки Киша, на границе с Чувашией, в 3 км к северо-востоку от села Липовка.

## История
Деревня образовалась в виде приданого родной тёти академика А. Н. Крылова. События относятся к сороковым годам XIX столетия и описываются в воспоминаниях и очерках академика А. Н. Крылова:

 Александр Иванович, «которому однако была фамилия не Крылов, а Тюбукин», был сын сестры моего отца Наталии Александровны, выданной в начале 40-х годов за Ивана Ивановича Тюбукина. Партия, видимо, была не из блестящих, иначе говоря, у Ивана Ивановича ничего не было, к тому же он и выпивал изрядно.

Наталии Александровне тогда же выделили, то есть дали ей четырнадцатую часть трёхсот пятнадцати висяженских душ, которых и выселили за три версты от Висяги на «пустошь»; заставили их перенести туда свои избы и дворы, построили барский дом и усадьбу и дали столь гремевшее в то время название «Калифорния».— А. Н. Крылов. Мои воспоминания
До революции деревня входила в состав Силинской волости Ардатовского уезда Симбирской губернии.
Калифорния в «Списке населённых мест Симбирской губернии» (1863 г.) обозначена  как владельческое сельцо с населением в 81 человек.
В 1913 году в Калифорнии числилось 15 дворов с населением 88 человек.
Жители деревни были приписаны к церкви села Липовка.
Деревня упразднена 31 июля 2008 года.

## Население
Последние жители Калифорнии переселились в соседнюю деревню Липовку в начале девяностых годов.
Согласно результатам переписи 2002 года, в деревне отсутствовало постоянное население.